# Adelot
Adelot (Adelotus brevis) – gatunek płaza bezogonowego z rodziny Limnodynastidae, jedyny przedstawiciel rodzaju Adelotus.

## Występowanie
Żyje na terenach wschodniej Australii.
Występuje we wszystkich rodzajach zbiorników wodnych, zarówno płynących jak i stojących. Prowadzi bardzo skryty tryb życia. 

## Cechy morfologiczne
Osiąga niewielkie rozmiary – samce mierzą około 50 mm, a samice około 40 mm, samce mają też wyraźnie szersze głowy niż samice. Rezonatory ukryte pod skórą dna jamy gębowej. Błon pływnych brak.
Grzbiet ubarwiony brązowo, brzuch plamisty. Źrenice poziomo wydłużone.

## Rozród
W czasie pory godowej samiec za pomocą grzebiących ruchów przednich kończyn buduje w przybrzeżnym szlamie gniazdo o kolistym kształcie i średnicy 12–15 cm, do którego samica składa jaja, które następnie są pilnowane oraz zaciekle bronione przez samca. Kijanki opuszczają osłony jajowe po kilku dniach a przeobrażenie następuje po 3–4 tyg.
Głos godowy jest bardzo podobny do głosu kumaka nizinnego, samce odzywają się w tym okresie bez przerwy przez całe noce.